# Sovereign Tech Fund
Le German Sovereign Tech Fund, plus couramment nommé simplement Sovereign Tech Fund (en français : Fonds souverain technologique), est un programme de financement lancé par l'Allemagne en 2022 qui vise à soutenir le développement de logiciels libres, spécialement ceux jouant un rôle d'infrastructure. 

## Dotation
Il est financé par le ministère fédéral allemand des affaires économiques et de l'action climatique. Ses ressources s'élèvent à 10 millions d'euros par an.

## Financements
L'approche du fonds est d'offrir « une flexibilité dans le financement et un accès à bas seuil » : « La flexibilité du fonds en matière de financement signifie qu'il peut offrir différents montants en fonction des besoins du projet, allant de 50 à 500 000 euros par projet. Cette flexibilité permet aux petits projets de bénéficier d'un financement adéquat et aux grands projets de ne pas être limités par des plafonds de financement. L'approche d'accès à bas seuil du fonds signifie que le processus de candidature est simple et accessible à tous les candidats, quels que soient leurs antécédents ou leur expérience. » 

### Exemples de projets soutenus
- GNOME[2] : 1 000 000 € (2023-2024) ;
- FFmpeg[3] : 157 580 € (2024-2025).